# ルイス・アキン
ルイス・フェルナンド・アキン・ロペス（スペイン語: Luis Fernando Haquin López、1997年11月15日 - ）は、ボリビア・サンタクルス県サンタ・クルス・デ・ラ・シエラ出身のプロサッカー選手。ポジションはDF。

## 来歴
2016年に地元のオリエンテ・ペトロレロでプロデビュー。2016-17シーズンはリーグ戦31試合に出場。翌2018年シーズンも32試合に出場するなど、中心選手として活躍。
2018年12月18日、リーガMXのプエブラFCと契約。2019年1月23日のFCフアレス戦で、移籍後初出場した。

## ボリビア代表
2017年6月7日のニカラグア戦でボリビア代表デビュー。2018年10月のミャンマー戦で、代表戦初ゴールを記録。2019年3月には日本との親善試合では来日。コパ・アメリカ2019の代表にも選出された。